# History (chaîne de télévision canadienne)
Pour les articles homonymes, voir History.
History est une chaîne de télévision canadienne spécialisée de catégorie A de langue anglaise appartenant à Corus Entertainment dont la programmation est centrée sur l'histoire mais aussi sur des sujets non-historiques tels que l'armée, la science et la technologie. La chaîne opère aussi un signal pour l'Ouest Canadien décalé de trois heures, ainsi qu'une version haute définition.

## Histoire
Après avoir obtenu sa licence auprès du CRTC en 1996, Alliance a lancé History Television le 17 octobre 1997. Alliance fusionne l'année suivante avec Atlantis pour former Alliance Atlantis.
Le 18 janvier 2008, CW Media (Canwest et Goldman Sachs) fait l'acquisition d'Alliance Atlantis. Sous les dettes, Shaw Communications fait l'acquisition de CW Media le 27 octobre 2010 et History fait maintenant partie de Shaw Media.
Une version haute définition de la version de l'est canadien, History HD, a été lancée le 8 octobre 2009.
Le 30 mai 2012, Shaw Media annonce le lancement à l'automne de H2, une chaîne dérivée de History. Plus tard, il est dévoilé que la chaîne The Cave a été choisie pour être renommée H2, alors que History Television utilisera le logo de son homologue américain. Le changement s'est effectué le 12 août 2012.
Depuis le 1er avril 2016, Shaw Media appartient désormais à Corus Entertainment.

## Logos

Logo d'History Channel du 17 octobre 1997 au 2 mai 2008
Logo d'History Channel du 3 mai 2008 au 19 août 2012
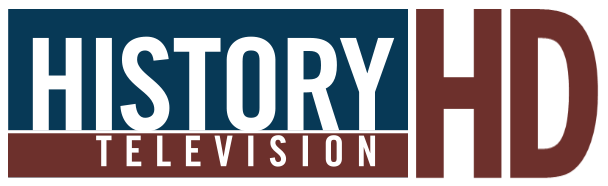
HD
Logo d'History du 20 août 2012 à 2015
Logo de History de 2015 à 2022
Logo de History depuis 2022